# Yingquan
Yingquan (chiń. upr. 颍泉区; chiń. trad. 潁泉區; pinyin Yǐngquán Qū) – dzielnica miasta Fuyang w prowincji Anhui we wschodnich Chińskiej Republice Ludowej. Liczba mieszkańców dzielnicy, w 2010 roku, wynosiła 557 687.